# Geoffrey Foot
Geoffrey Macadam Foot (* 19. Mai 1915 in Putney; † 9. September 2010 in London) war ein britischer Filmeditor.

## Leben
Foot wurde früh von den Ealing Studios in London angestellt und arbeitete zunächst als Kameraführer und dann als Schnittassistent für Thorold Dickinson. Bis zu seinem Ausscheiden bei Ealing 1938 verfeinerte er seine Methoden beim Filmschnitt; er ging dazu über, bei Szenenübergängen auf Schauspieler zu schneiden und großteils auf die damals üblichen Überblendungen zu verzichten.
Als Editor war er anschließend einige Zeit für die Gesellschaft Mayflower beschäftigt; mit Beginn des Zweiten Weltkrieges übernahm er Aufgaben für Dokumentationen. Nach dem Krieg kehrte er zu seiner Hauptaufgabe zurück und schnitt u. a. Das rettende Lied  (1947) und Unruhiges Blut (1948), bevor eine lange Zusammenarbeit mit David Lean seinen Anfang nahm. Seine Arbeiten für Disney und vor allem die innerhalb weniger Wochen zu leistende Arbeit an Der Mann mit der grünen Nelke (1960) von Produzent Irving Allen ebneten ihm den Weg zu internationalen Großproduktionen, für die er bis in die 1980er Jahre hinein wirkte. Auch Fernsehserien wie Nummer 6 stehen in seiner Filmografie.

## Filmografie (Auswahl)
- 1942: They Flew Alone
- 1947: Das rettende Lied (Take My Life)
- 1949: Die große Leidenschaft (The Passionate Friends)
- 1950: Madeleine
- 1951: Der galoppierende Major (The galloping major)
- 1952: Der unbekannte Feind (The Sound Barrier)
- 1953: Rob Roy – Der königliche Rebell (Rob Roy, The Highland Rogue)
- 1954: Verliebt, verrückt und nicht verheiratet (One good Turn)
- 1956: Am seidenen Faden (Fortune is a Woman)
- 1958: Herz ohne Hoffnung (Another Time, Another Place)
- 1959: Der Wahlk(r)ampf (Left, Right and Centre)
- 1959: Ein Schotte auf Brautschau (The bridal path)
- 1960: Der Mann mit der grünen Nelke (The Trials of Oscar Wilde)
- 1960: Der Schuß aus dem Nichts (Johnny Nobody)
- 1961: Armleuchter in Uniform (Postman‘s knock)
- 1962: Die Nächte mit Nancy (The Main Attraction)
- 1964: Raubzug der Wikinger (The Long Ships)
- 1965: Dschingis Khan (Genghis Khan)
- 1967: Hammerhead
- 1967–1968: Nummer 6 (The Prisoner); Fernsehserie
- 1968: Zwei Freunde fürs Leben (Run wild, run free)
- 1969: Die Todesreiter (The Desperados)
- 1971: Ein Mann in der Wildnis (Man in the Wilderness)
- 1972: Tunnel der lebenden Leichen (Death Line)
- 1979: Sunburn
- 1982: Schrei der Verlorenen (The watcher in the woods)
- 1985: Black Arrow – Krieg der Rosen (Black Arrow)